# 世界城市日
世界城市日（英語：World Cities Day）是聯合國大會第68/239号决议通過的從2014年開始於每年10月31日舉辦的主題活動日，主旨是呼籲全球各地與國際組織來宣傳推動全球城鎮化，並探討城市化過程中遇到的機遇和挑戰。

## 由来
从2000年代末开始，不少城市在快速发展的同时，也出现本地居民於外來者的矛盾、城市對外來者的不公正对待、社会不包容的情况出现。在2010年10月30号（上海世博会闭幕日）的高峰论坛上通過的《上海宣言》，裡面就有提及建議舉辦「世界城市日」。随后在2013年12月6日召开的联合国大会第68/239号决议，決定从2014年开始，將每年的10月31日定為世界城市日。

## 外部連接
- 官方网站